# Manola Brunet India
Manola Brunet India (Carinyena, 1955) és una científica espanyola especialista en canvi climàtic. Des d'abril de 2018 presideix la Comissió de Climatologia de l'Organització Meteorològica Mundial, i és la primera dona al capdavant de la comissió des de la seva creació fa noranta anys. És una experta internacional a les àrees de la reconstrucció instrumental i anàlisi del clima i té una llarga trajectòria de col·laboració amb l'Organització Meteorològica Mundial, participant des de 2001 en les activitats de la Comissió de Climatologia. En 2005 va ser designada copresidenta del Grup dedicat a la vigilància i anàlisi del clima. És professora de Climatologia del Departament de Geografia de la Universitat Rovira i Virgili i directora del Centre en Canvi Climàtic de la mateixa universitat.

## Trajectòria
És doctora en Geografia i Història (Secció Geografia) per la Universitat de Barcelona. El 1982 va ser professora de la Divisió VII de la Universitat de Barcelona al campus de Tarragona. De 1995 a 2003 va ser codirectora del Grup de Recerca del Canvi Climàtic (GRCC) de la URV i directora des de llavors fins a 2008, moment en el qual la URV va crear el Centre en Canvi Climàtic al Campus de les Terres de l'Ebre, del que va anar la primera directora.
Des de 2002 col·labora amb el Global Climate Observing System (GCOS) Atmosphere Observation Panel for Climate (AOPC) Surface Pressure Working Group. Des de 2005 és professora visitant de la Climatic Research Unit de la School of Environmental Sciences de la Universitat d'Ànglia de l'Est.
És una experta internacional a les àrees de la reconstrucció instrumental i anàlisi del clima i té una llarga trajectòria de col·laboració amb l'Organització Meteorològica Mundial (OMM), participant des de 2001 en les activitats de la Comissió de Climatologia. Va ser designada el 2005 copresidenta del grup dedicat a la vigilància i anàlisi del clima.
L'abril de 2018 en la 17a Conferència de la Comissió de Climatologia de l'OMM va ser triada presidenta de la comissió i com a vicepresidenta la xilena Bárbara Tapia. Per primera vegada en gairebé 90 anys d'història els dos llocs de direcció de l'organització estan ocupats per dones. També és la primera persona espanyola que ocupa aquest càrrec.
És membre de la junta directiva de l'Associació Espanyola de Climatologia i del Consell Assessor del Servei Meteorològic de Catalunya. La seva recerca se centra tant en els camps de l'arqueologia de dades climàtiques i reconstrucció instrumental del clima com en l'anàlisi de la variabilitat i canvi climàtic.